# Liste der Monuments historiques in Tillenay
Die Liste der Monuments historiques in Tillenay führt die Monuments historiques in der französischen Gemeinde Tillenay auf.

## Liste der Immobilien
| Bezeichnung     | Beschreibung                    | Standort                   | Kennzeichnung | Schutzstatus | Datum | Bild           |
| --------------- | ------------------------------- | -------------------------- | ------------- | ------------ | ----- | -------------- |
| Bahnhof Auxonne | Empfangsgebäude, 1852/53 erbaut | 1 avenue de la Gare (Lage) | PA00112701    | Inscrit      | 1984  | weitere Bilder |

## Liste der Objekte
| Bezeichnung                         | Beschreibung               | Standort                      | Kennzeichnung | Schutzstatus | Datum | Bild |
| ----------------------------------- | -------------------------- | ----------------------------- | ------------- | ------------ | ----- | ---- |
| Weihwasserbecken                    | Kalkstein, 18. Jahrhundert | in der Kirche St-Denis (Lage) | PM21002383    | Classé       | 1964  |      |
| Grabstein für Humbert Guiot         | Kalkstein, bezeichnet 1317 | in der Kirche St-Denis (Lage) | PM21002384    | Classé       | 1964  |      |
| Grabstein für Jean-François Lacroix | Kalkstein, bezeichnet 1706 | in der Kirche St-Denis (Lage) | PM21002385    | Classé       | 1964  |      |
| Skulptur einer Heiligen mit Buch    | Kalkstein, 15. Jahrhundert | in der Kirche St-Denis (Lage) | PM21002386    | Classé       | 1962  |      |